# Желтопоясничная расписная танагра
Желтопоясничная расписная танагра (лат. Ramphocelus icteronotus) — вид птиц из семейства танагровых.

## Распространение
Обитают в Центральной и на севере Южной Америки.

## Описание
Длина тела 18 см. Самец почти полностью чёрный; перья на голове короткие, плотные, напоминающие чёрный бархат; середина спины до крупа и надхвостье блестящие лимонно-желтые; радужная оболочка от малинового до темно-бордового цвета. Клюв светлый голубовато-серый, его кончик чёрный, ноги темные серовато-рогатые. Отличается от почти идентичного в остальном R. flammigerus тем, что нижняя часть спины и надхвостье имеют ярко-лимонно-желтый цвет вместо красного. Самка сверху серовато-коричневая, иногда с оливковым оттенком, стороны головы в целом тускло-серо-коричневые, а поясница, круп и надхвостье бледно-желтые; горло тускло-беловатое, снизу становится прозрачным бледно-желтым. Неполовозрелый самец очень похож на самку, более взрослый неполовозрелый самец в крапинках или с чёрными пятнами, особенно на голове и груди, поскольку постепенно приобретает оперение взрослого.

## Биология
Питаются фруктами и насекомыми. В кладке 2 яйца, редко 3, синих или зеленовато-голубых с чёрными, коричневыми или бледно-лиловыми отметинами, иногда в виде венка вокруг большого конца яйца.